# Нортвест-Гарбор (Нью-Йорк)
Нортвест-Гарбор (англ. Northwest Harbor) — переписна місцевість (CDP) в США, в окрузі Саффолк штату Нью-Йорк. Населення — 4637 осіб (2020).

## Географія
Нортвест-Гарбор розташований за координатами 41°0′6″ пн. ш. 72°13′23″ зх. д. / 41.00167° пн. ш. 72.22306° зх. д. (41.001728, -72.222953).  За даними Бюро перепису населення США в 2010 році переписна місцевість мала площу 41,58 км², з яких 37,49 км² — суходіл та 4,09 км² — водойми.

## Демографія
Згідно з переписом 2010 року, у переписній місцевості мешкало 3317 осіб у 1313 домогосподарствах у складі 875 родин. Густота населення становила 80 осіб/км².  Було 3394 помешкання (82/км²).
Расовий склад населення:
| - 88,1 % — білих - 2,6 % — чорних або афроамериканців - 1,7 % — азіатів - 0,4 % — вихідців з тихоокеанських островів - 0,4 % — корінних американців - 5,6 % — осіб інших рас |

До двох чи більше рас належало 1,1 %. Частка іспаномовних становила 18,2 % від усіх жителів.
За віковим діапазоном населення розподілялося таким чином: 20,1 % — особи молодші 18 років, 63,2 % — особи у віці 18—64 років, 16,7 % — особи у віці 65 років та старші. Медіана віку мешканця становила 47,0 року. На 100 осіб жіночої статі у переписній місцевості припадало 96,6 чоловіків;  на 100 жінок у віці від 18 років та старших — 96,1 чоловіків також старших 18 років.
Середній дохід на одне домашнє господарство  становив 148 370 доларів США (медіана — 93 750), а середній дохід на одну сім'ю — 179 425 доларів (медіана — 119 519). Медіана доходів становила 52 674 долари для чоловіків та 48 221 долар для жінок. За межею бідності перебувало 6,5 % осіб, у тому числі 4,5 % дітей у віці до 18 років та 2,5 % осіб у віці 65 років та старших.
Цивільне працевлаштоване населення становило 2055 осіб. Основні галузі зайнятості: мистецтво, розваги та відпочинок — 20,3 %, фінанси, страхування та нерухомість — 18,5 %, освіта, охорона здоров'я та соціальна допомога — 16,8 %, науковці, спеціалісти, менеджери — 15,4 %.